# Mi teatro (en directo)
Mi Teatro es el primer álbum en vivo de Dani Martín en su carrera en solitario. Fue lanzado el 13 de octubre de 2014 en España. Grabado en directo el 22 y 23 de mayo de 2014 en el Palacio de los Deportes de la Comunidad de Madrid, por Bori Alarcón.

## Lista de canciones
| Mi Teatro (En Directo) |                                                                |                                                    |          |  |
| N.º                    | Título                                                         | Escritor(es)                                       | Duración |  |
| 1.                     | «Emocional» (En Directo)                                       | Dani Martín                                        | 4:08     |  |
| 2.                     | «Mi Teatro» (En Directo)                                       | Dani Martín                                        | 3:54     |  |
| 3.                     | «Eres» (En Directo)                                            | Dani Martín                                        | 3:45     |  |
| 4.                     | «Caramelos» (En Directo)                                       | Dani Martín                                        | 3:55     |  |
| 5.                     | «Ya Nada Volverá a Ser Como Antes» (En Directo)                | Dani Martín                                        | 4:32     |  |
| 6.                     | «Caminar» (En Directo)                                         | Dani Martín                                        | 4:59     |  |
| 7.                     | «Mi Lamento» (En Directo)                                      | Dani Martín                                        | 4:12     |  |
| 8.                     | «Gretel» (En Directo con Axel)                                 | Dani Martín                                        | 4:14     |  |
| 9.                     | «Terriblemente Cruel» (En Directo con Leiva)                   | José Miguel Conejo, Juan José Conejo, César García | 3:48     |  |
| 10.                    | «Peter Pan» (En Directo con Leiva)                             | Dani Martín, David Otero                           | 4:29     |  |
| 11.                    | «Beatles y Stones» (En Directo)                                | Dani Martín                                        | 4:02     |  |
| 12.                    | «Estrella del Rock» (En Directo)                               | Dani Martín                                        | 4:12     |  |
| 13.                    | «Lo Noto» (En Directo con Hombres G)                           | David Summers                                      | 4:16     |  |
| 14.                    | «Por Las Venas» (En Directo con Joaquín Sabina)                | Dani Martín                                        | 4:24     |  |
| 15.                    | «Contigo» (En Directo con Joaquín Sabina y Joan Manuel Serrat) | Joaquín Sabina, Pancho Varona, Antonio G° de Diego | 5:36     |  |
| 16.                    | «Señora» (En Directo con Joan Manuel Serrat)                   | Joan Manuel Serrat                                 | 2:23     |  |
| 17.                    | «Qué Bonita la Vida» (En Directo con Alejandro Sanz)           | Dani Martín                                        | 5:33     |  |
| 18.                    | «Cero» (En Directo)                                            | Dani Martín                                        | 5:49     |  |

| Bonus Tracks Edición iTunes |                                                 |              |          |  |
| N.º                         | Título                                          | Escritor(es) | Duración |  |
| 19.                         | «Un Millón de Luces» (En Directo [Bonus Track]) | Dani Martín  | 3:56     |  |
| 20.                         | «Mira la Vida» (En Directo [Bonus Track])       | Dani Martín  | 4:01     |  |